# Carretera N4 (Irlanda)

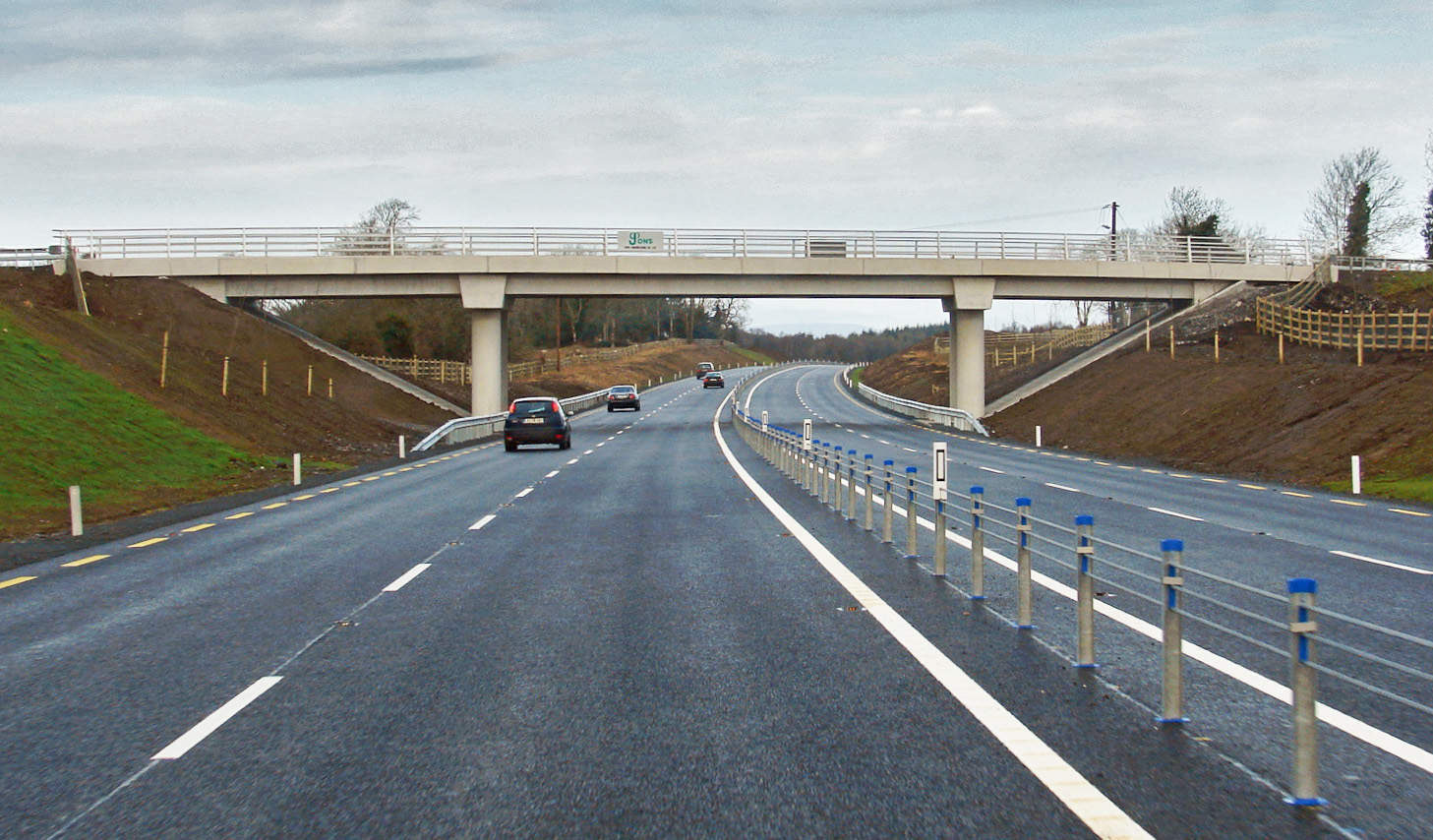
El tramo 2+2 de la N4.

La carretera N4 es una carretera nacional primaria de Irlanda, que va desde Dublín hasta el noroeste de Irlanda y la ciudad de Sligo. La M6 a Galway se desvía de esta ruta después de Kinnegad, mientras que la N5 a Westport se desvía en la ciudad de Longford. La mayoría de los tramos de la N4 que son autovía se denominan autopista M4.

## Estándar de la carretera
La N4 se origina en una intersección con la autopista M50 en la salida 7. Este es también el cruce 1 de la N/M4. El centro comercial Liffey Valley está ubicado en el cruce 2. La carretera tiene tres carriles y un carril bus en cada sentido entre la M50 y el inicio de la M4 en Leixlip .
La N4 era la única de las principales rutas nacionales interurbanas cuyo tramo de autovía continuaba hasta el centro de la ciudad; sin embargo, la sección dentro de la M50 fue reclasificada como R148 en 2012.
Hacia el oeste, la sección de la autopista PPP (ver más abajo) termina al oeste de Kinnegad y la autopista termina 5 Km más al oeste; continúa como HQDC y pasa por alto Mullingar . Desde el desvío de Mullingar hasta Edgeworthstown, la carretera es una vía ancha de un solo carril con arcenes . Entre Edgeworthstown y Longford, hay una carretera de calzada única estándar inferior. Entre Longford y Rooskey, la vía de una sola calzada continúa con un estándar más alto. Dromod y Rooskey se pasaron por alto a finales de 2007. Este tramo de vía consta de tres rotondas y una autovía de tipo 2, es decir: dos carriles por sentido y ningún arcén. La carretera se reanuda como una calzada única con arcenes hasta que llega a Carrick-on-Shannon, donde se convierte en una carretera urbana local a través de cinco rotondas y pasa sobre el río Shannon hacia el condado de Roscommon . La carretera se convierte en una carretera de circunvalación de alta calidad de una sola calzada 3 km a las afueras de la ciudad de Boyle, con carriles de adelantamiento alternos periódicos que pasan por Lough Key Forest Park y Ballinafad hasta llegar a Castlebaldwin. De Castlebaldwin a Collooney, la carretera es de doble calzada Tipo 2. El financiamiento para la expansión de esta sección se anunció en octubre de 2018 y se inauguró en 2021. La carretera se convierte de nuevo en una carretera de doble calzada estándar cercana a la autopista en Collooney, acercándose a la ciudad de Sligo .

## Autopista M4
La sección de Leixlip al oeste de Kinnegad es la autopista M4 . El primer tramo de esta autopista (Leixlip – Kilcock ) se inauguró el 19 de diciembre de 1994. 

### Tramo con peaje de la autopista M4
Según el anuncio del Gobierno de los proyectos piloto el 1 de junio de 1999, este proyecto debía ser evaluado por la NRA en cuanto a su idoneidad para avanzar como una asociación público-privada (PPP). Posteriormente, el proyecto fue incluido como uno de los proyectos aprobados en el Tramo II del programa PPP Roads anunciado por la NRA en junio de 2000. El proyecto implicó la construcción de 39 km de autopista de Kinnegad a Kilcock y es una extensión de la autopista Kilcock-Maynooth-Leixlip en la ruta N4/ N6 Sligo/Galway a Dublín. La autopista pasa por alto las ciudades de Enfield y Kinnegad. 
El contrato PPP fue adjudicado en marzo de 2003 al Consorcio EuroLink (SIAC Construction Ltd y Cintra - Concesiones de Infraestructuras de Transporte SA) y les permite cobrar los peajes durante 30 años a partir de esa fecha.
Esta sección con peaje (de Kilcock a Kinnegad) abrió el 12 de diciembre de 2005, casi un año antes de lo previsto. Es la segunda carretera de peaje más cara de Irlanda (después del túnel del puerto de Dublín ). Se cobra un peaje de 3,00 € (a partir de 2022) para automóviles en una plaza de peaje al oeste de Kilcock y en plazas de peaje más pequeñas en las rampas de entrada y salida en Enfield. Entre Enfield y Kinnegad, no es posible acceder más a la M4. 
Eurolink opera este esquema de peaje, el primero en Irlanda no operado por NTR plc . De 2005 a 2007, Eurolink comenzó a aceptar varias etiquetas emitidas por otras autopistas, como las etiquetas M1, M8, eTrip y Dublin Port Tunnel .  El 14 de junio de 2007, NTR plc se unió al Sistema Nacional de Pago de Peaje Electrónico introduciendo sus populares etiquetas EazyPass en el sistema y permitiendo que todas las demás plazas de peaje del país (distintas de las que son propiedad de NTR plc ) las acepten, por lo que el tag electrónico de cada compañía de peaje funcionará en todas las autopistas del Estado.
En la edición del 1 de julio de 2006 del Meath Chronicle se afirmó que hasta el 10% del proyecto vial de 420 millones de euros tuvo que "ser destruido y reemplazado" poco después de su apertura debido a una construcción apresurada.[cita requerida] sin embargo, este costo habría tenido que ser asumido por los operadores de peaje, no por el estado, según el contrato.
La antigua carretera de circunvalación N4 ha sido reclasificada como R148.
 

### Reclasificación de autopistas
El 28 de agosto de 2009, el Departamento de Transporte implementó la segunda ronda de reclasificaciones propuestas de carreteras de doble calzada como autopistas en virtud de la Ley de Carreteras de 2007 . Esto afectó a una pequeña sección de la N4 entre Kinnegad (J12) y McNead's Bridge (J13). Esto extendió la M4 hacia el oeste en 6,8 kilómetros

## Desvíos
- Palmerstown-1984
- Lucano - 1988
- Leixlip, Maynooth, Kilcock – 1994
- Mullingar - 1994
- Longford – 1995
- Drumsna, Jamestown – 1997

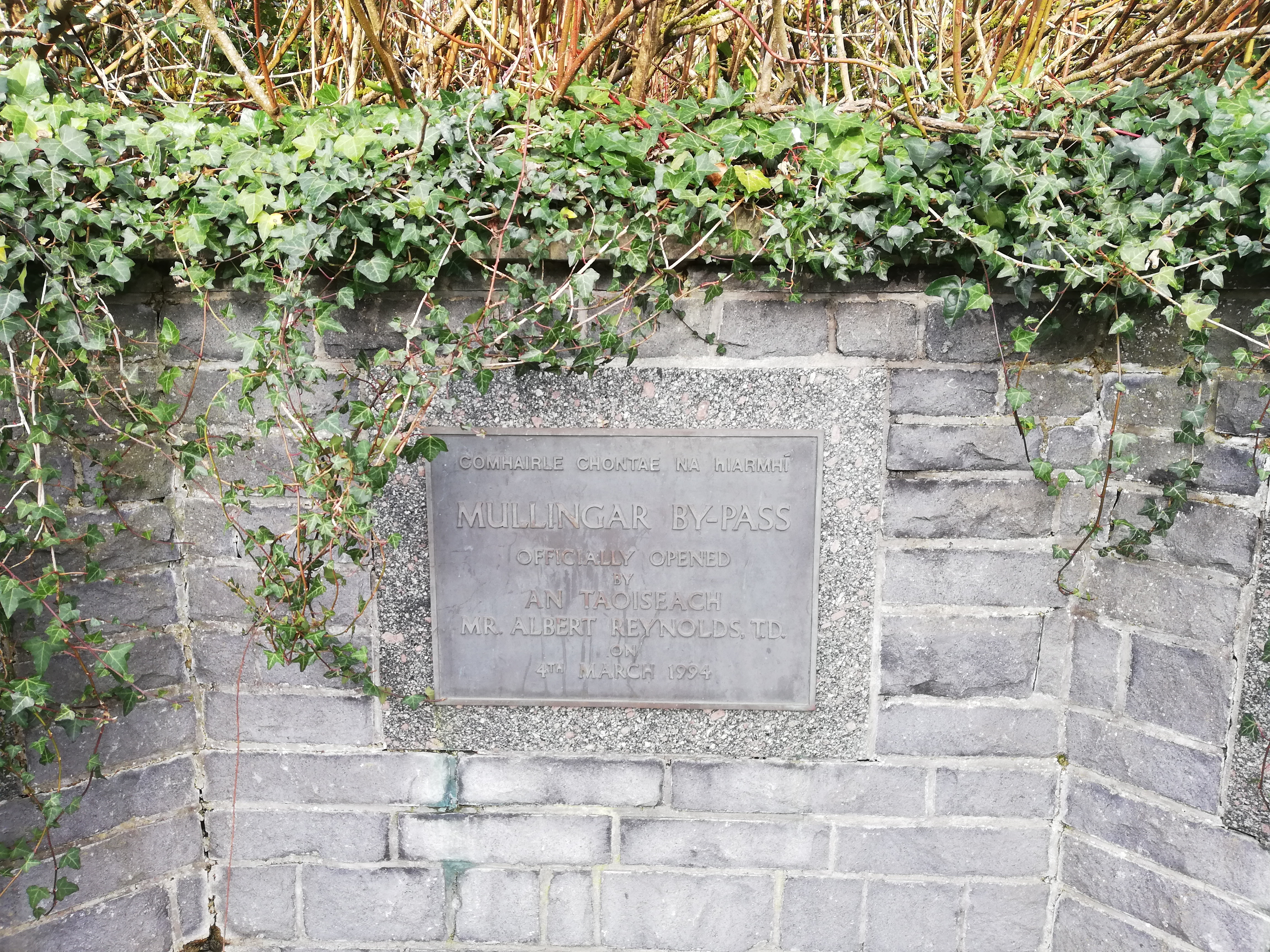
Firmar en Mullingar marcando la apertura de la circunvalación por Taoiseach (y TD para Longford-Westmeath) Albert Reynolds

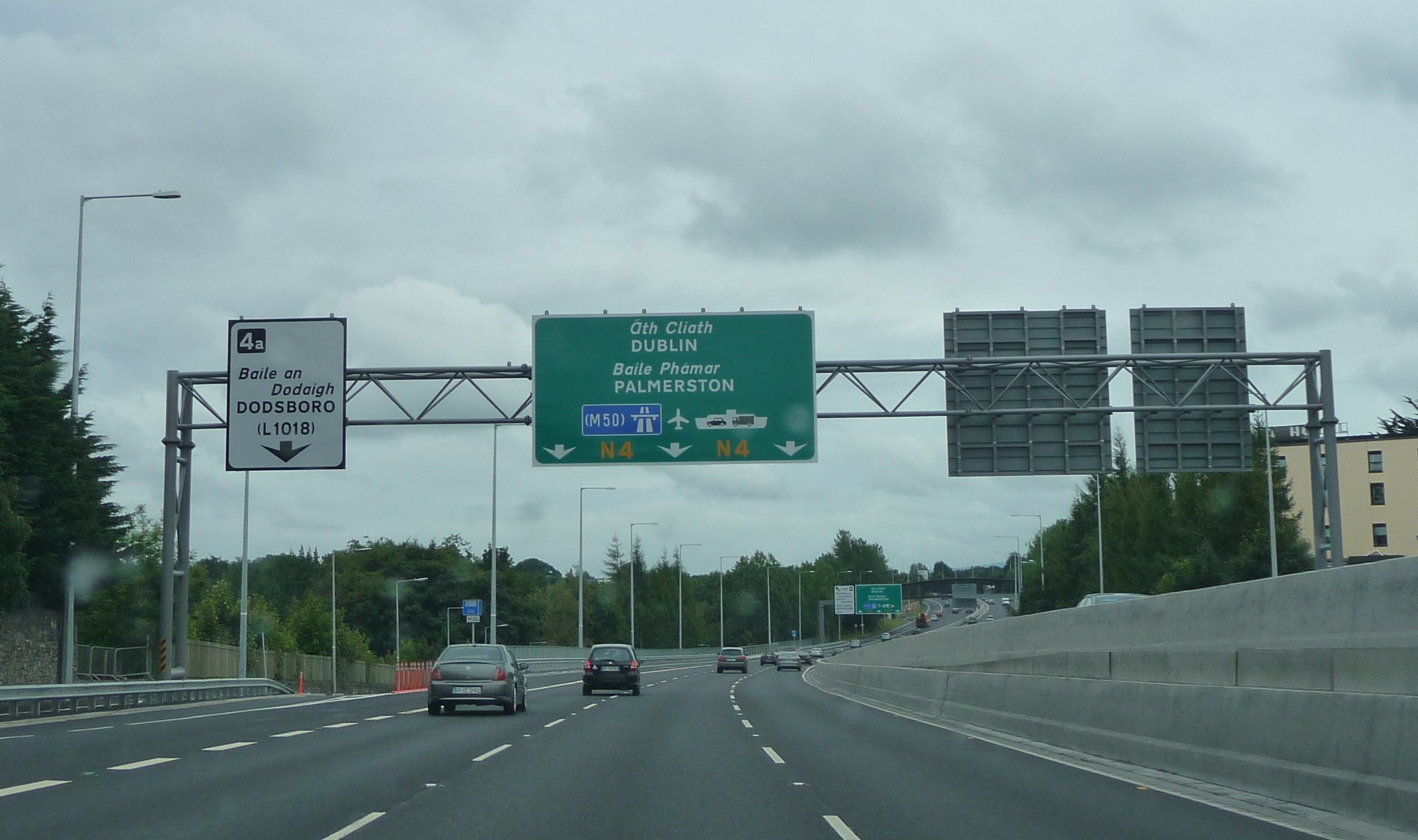
Viajando hacia el este a lo largo de la circunvalación de Lucan mejorada en el oeste de Dublín.

- Collooney, Ballisodare – enero de 1998
- Boyle, Ballinafad – 1998–1999
- Sligo (parcial) - septiembre de 2005
- Enfield, Kinnegad – diciembre de 2005[3]
- Edgeworthstown - junio de 2006
- Dromod, Roosky – diciembre de 2007
- Castlebaldwin – agosto de 2021[6][7]

## Actualizaciones

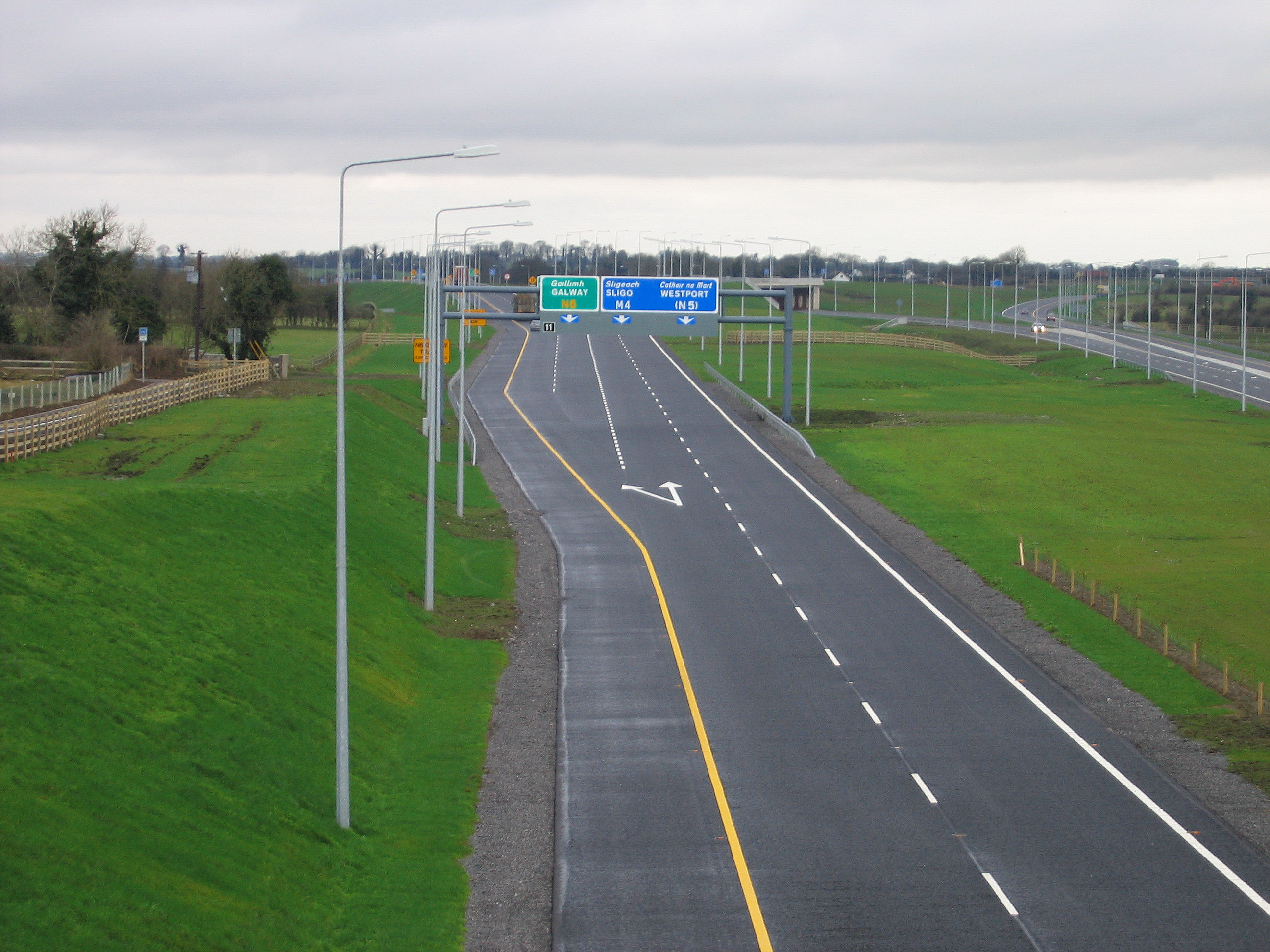
J11; Cruce M6/M4 (antes de la redesignación de N6 → M6).

En julio de 2009, se completó una mejora del tramo entre el cruce de la M50 y el intercambio de Leixlip. En este tramo la vía es de tres carriles por sentido, se han eliminado los cruces de mediana y el cruce con la R120 es un cruce totalmente desnivelado. Se mantienen accesos privados y algunos giros a la izquierda que impiden que el tramo sea designado como autopista . El límite de velocidad es 80 kilómetros por hora Actualmente no hay cruces controlados por señales en la N/M4 entre la autopista M50 y el paso de Sligo.
En 2013, un tramo de 5 kilómetros de carretera de doble calzada con cruces a nivel entre la M4 y la circunvalación de Mullingar se actualizó a HQDC .
Construcción de una carretera 2+2 en la 15 El tramo de km entre Collooney y Castlebaldwin comenzó en 2019 para mejorar la seguridad vial. La carretera se abrió el 18 de octubre de 2021.

### Mejoras previstas en la ruta

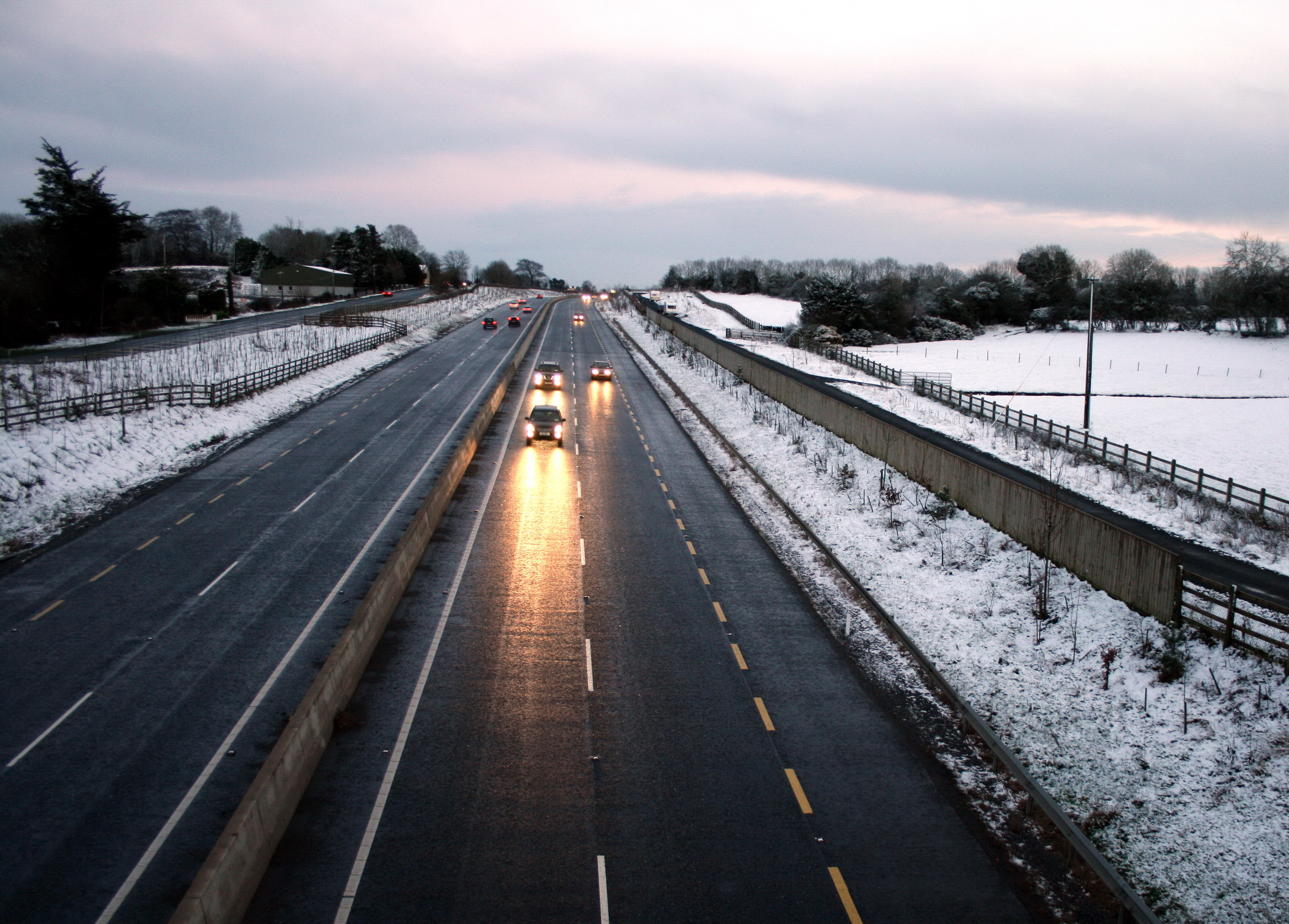
N4 entre Kinnegad y Mullingar; antiguo N4 (ahora R148) a la izquierda de la imagen. (Este tramo fue redesignado como autopista en agosto de 2009)

- desvío de Mullingar a Longford; 40 km autovía ; en etapa de estudio de restricciones[10]
- Dromod a Carrick-on-Shannon ; 11 kilómetros; en etapa de estudio de factibilidad[11]
- Desvío de Carrick-on-Shannon; 10 kilómetros; etapa de diseño preliminar[12]
- Cortober a Castlebaldwin ; 28 actualización retro de km de carretera estándar de calzada única a carretera 2+1 ; en etapa de estudio de restricciones[13]
- Carretera de alivio occidental de Sligo; 8 kilómetros; en etapa de estudio de factibilidad[14]
- La autovía de estilo autopista de la N4, que va desde Collooney—15 km a las afueras de Sligo: no se espera que a Summerhill en la ciudad de Sligo se reclasifique como autopista en un futuro próximo. [cita requerida]